# Peter Pan & Wendy
Peter Pan & Wendy is een Amerikaanse fantasy-avonturenfilm uit 2023. De film werd geregisseerd en mede geschreven door David Lowery
Het is een remake van Walt Disney's oorspronkelijke lange tekenfilm Peter Pan uit 1953. Deze tekenfilm was op zijn beurt grotendeels gebaseerd op het toneelstuk Peter Pan; or, the Boy Who Wouldn't Grow Up uit 1904 van J.M. Barrie en diens boek Peter and Wendy uit 1911. De film ging op 28 april 2023 in première op streamingdienst Disney+.

## Verhaal
De film volgt de jonge Wendy die hoopt nooit volwassen te worden. Deze droom lijkt al snel werkelijkheid te worden als ze samen met haar broertjes op een magische wereld belandt samen met de eeuwig jonge Peter Pan. Met hem beleven ze spannende avonturen op het eiland Neverland en gaan ze de strijd aan met Peter Pan zijn grootste vijand: Kapitein Haak.

## Rolverdeling
- Jude Law als Kapitein Haak
- Alexander Molony als Peter Pan
- Ever Anderson als Wendy Darling
- Yara Shahidi als Tinker Bell
- Alyssa Wapanatâhk als Tiger Lily
- Joshua Pickering als John Darling
- Jacobi Jupe als Michael Darling
- Jim Gaffigan als Mr. Smee
- Molly Parker als Mrs. Darling
- Alan Tudyk als Mr. Darling
- Florence Bensberg als Curly
- Sebastian Billingsley-Rodriguez als Nibs
- Noah Matthews Matofsky als Slightly
- Caelan Edie als Tootles
- Skyler en Kelsey Yates als de tweeling
- Diana Tsoy als Birdie
- Felix De Sousa als Bellweather
- John DeSantis als Bill Jukes
- Garfield Wilson als Gurley
- Ian Tracey als Sallyport
- Mark Acheson als oude Clemson
- Jesse James Pierce als Skylight
- Cassie Van Wolde als volwassen Wendy
- Deborah Ramsey als oudere Wendy

## Achtergrond
In april 2016 maakte Walt Disney Pictures bekend te werken aan een liveaction-bewerking van hun tekenfilm Peter Pan uit 1953. David Lowery werd aangetrokken als regisseur en schreef in samenwerking met Toby Halbrooks het verhaal van de film. De productie van de film vond plaats in Vancouver, Brits-Columbia. De film zou oorspronkelijk beginnen met filmen van 17 april 2020 tot en met augustus 2020 maar werd door de coronapandemie uitgesteld. De opnames gingen uiteindelijk op 16 maart 2021 van start.

## Release en ontvangst
Op 28 februari 2023 werden de eerste bewegende beelden gedeeld in de vorm van een trailer. Peter Pan & Wendy ging vervolgens op 28 april 2023 wereldwijd in première op streamingdienst Disney+. De film werd door recensenten in het algemeen positief ontvangen. Op Rotten Tomatoes heeft de film een score van 64% op basis van 149 beoordelingen. Metacritic komt op een score van 61/100, gebaseerd op 33 beoordelingen.